# Tipula (Pterelachisus) albertensis albertensis
Tipula (Pterelachisus) albertensis albertensis is een ondersoort van de tweevleugelige Tipula (Pterelachisus) albertensis uit de familie langpootmuggen (Tipulidae). De ondersoort komt voor in het Nearctisch gebied.